# Ciclina A
La ciclina A es uno de los miembros de la familia de las ciclinas. La ciclina A se une a la quinasa dependiente de ciclina Cdk2 durante la fase S del ciclo celular, siendo necesaria para el progreso de dicha fase S.

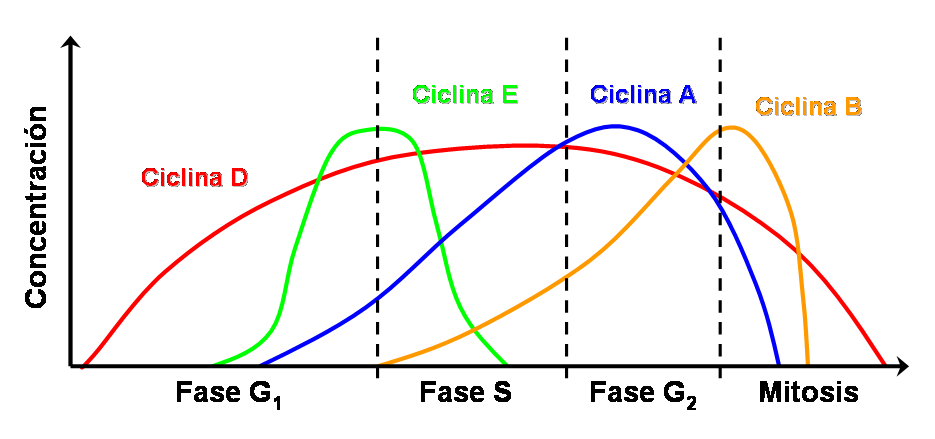
Expresión de las ciclinas a lo largo del ciclo celular.